# Dichochrysa longwangshana
Dichochrysa longwangshana är en insektsart som beskrevs av X.-k. Yang 1998. Dichochrysa longwangshana ingår i släktet Dichochrysa och familjen guldögonsländor. Inga underarter finns listade i Catalogue of Life.